# 太陽魔鬼電視
太陽魔鬼電視第二台（英語：Sun Devil Television Channel 2，簡稱SDTV）是亞利桑拿州立大學的獨立校園電視台，完全由大學學生管理。

## 歷史

### 早期
在1992年，亞利桑拿州立大學的宿舍生活部（Residential Life Department）開始為校內宿舍提供基本有線電視。在此時，六條有線電視頻道被分配了給校方，用作校內用途。第二台被分配到宿舍生活部用作傳播資訊用途。
在那時，第二台被資訊科技部用作為圖文電視廣播，在廣播其間，校園電台為第二台提供背景音樂。
在1993年夏天，大學校園宿舍協會（Residence Hall Association）公共事務部副主席高比·格蘭維爾（Kolby Granville）發現第二台可以被用作為宣傳工具。之後，格蘭維爾向資訊科技部要求利用第二台宣傳宿舍協會籌辦的活動。
在某一天，大學資訊科技部的員工全體放假，引致格蘭維爾自行搜出圖文電視系統之操作方法。之後，在1994年春天，格蘭維爾成功地利用操控圖文電視的電腦後面的一個顯示卡來播出愛麗絲夢遊仙境達5分鐘之久。

## 歷任太陽魔鬼電視董事局成員

### 第14屆董事局（2006年五月至十二月）
- 總經理- Jason Passaro
- 電視台台長- Kenny Wong
- 新聞部長- Jordan La Pier, Nissania Trujillo
- 宣傳部長- Honora Swanson Bober
- 製作部長- Christopher Ly

### 第13屆董事局（2006年一月至五月）
- 總經理- Brandon Velaski
- 電視台台長- Evan Doherty
- 新聞部長- Kenny Wong, Nissania Trujillo
- 宣傳部長- Daria DelColliano
- 製作部長- Jason Passaro

### 第12屆董事局 (2005年五月至十二月)
- 總經理- Authur Pignotti
- 電視台台長- Evan Doherty
- 新聞部長- Kunal Patel
- 宣傳部長- Amanda Worthy
- 製作部長- Jason Passaro

## 歷任總經理

### 太陽魔鬼電視前時期
1. Kolby Granville（1994年至1995年）
2. David Waller（1995年至1996年）
3. Mike Jiggs（1996年至1997年）

### 太陽魔鬼電視時期
1. Hoyt Hill（1997年至1999年）
2. David Klee（1999年至2002年）
3. Aron Garrison（2002年五月至十二月）
4. Kelly Schuler（2002年至2004年）
5. Jeff McGuire（2004年至2005年）
6. Arthur Pignotti（2005年五月至十二月）
7. Brandon Velaski（2006年一月至五月）
8. Jason Passaro（2006年五月至今）